# Плавание на летних Олимпийских играх 1904 — 50 ярдов вольным стилем
Соревнования по плаванию на 50 ярдов вольным стилем среди мужчин на летних Олимпийских играх 1904 прошли 6 сентября. Приняли участие девять спортсменов из двух стран.

## Призёры
| Золото                | Серебро        | Бронза              |
| Золтан Халмаи Венгрия | Скотт Лири США | Чарльз Дэниельс США |

## Соревнование

### Полуфинал
| Место | Спортсмен                | Результат  |
| ----- | ------------------------ | ---------- |
| 1     | Золтан Халмаи (HUN)      | 29,6 с     |
| 2     | Лео Гудвин (USA)         | Неизвестен |
| 3     | Реймонд Торн (USA)       | Неизвестен |
| 4-5   | 2 неизвестных спортсмена | Неизвестен |

| Место | Спортсмен                  | Результат  |
| ----- | -------------------------- | ---------- |
| 1     | Скотт Лири (USA)           | 28,2 с     |
| 2     | Чарльз Дэниельс (USA)      | Неизвестен |
| 3     | Дэвид Гол (USA)            | Неизвестен |
| 4     | Один неизвестный спортсмен | Неизвестен |

### Финал
| Место | Спортсмен             | Результат       |
| ----- | --------------------- | --------------- |
| 1     | Золтан Халмаи (HUN)   | 28,2 с / 28,0 с |
| 2     | Скотт Лири (USA)      | 28,2 с / 28,6 с |
| 3     | Чарльз Дэниельс (USA) | Неизвестен      |
| 4     | Дэвид Гол (USA)       | Неизвестен      |
| 5     | Лео Гудвин (USA)      | Неизвестен      |
| 6     | Реймонд Торн (USA)    | Неизвестен      |